# Rosuvastatin
Rosuvastatin, được bán dưới tên thương mại là Crestor trong số những loại khác, là một loại thuốc statin, được sử dụng để ngăn ngừa bệnh tim mạch ở những người có nguy cơ cao và điều trị lipid bất thường. Đó là khuyến cáo để được sử dụng cùng với thay đổi chế độ ăn uống, tập thể dục và giảm cân. Nó được dùng bằng đường uống.
Các tác dụng phụ thường gặp bao gồm đau bụng, buồn nôn, đau đầu và đau cơ. Tác dụng phụ nghiêm trọng có thể bao gồm tiêu cơ vân, các vấn đề về gan và tiểu đường. Sử dụng trong khi mang thai có thể gây hại cho em bé. Giống như tất cả các statin, rosuvastatin hoạt động bằng cách ức chế HMG-CoA reductase, một loại enzyme được tìm thấy trong gan có vai trò tạo ra cholesterol.
Rosuvastatin được cấp bằng sáng chế vào năm 1991 và được chấp thuận cho sử dụng y tế tại Hoa Kỳ vào năm 2003. Nó có sẵn như là một loại thuốc gốc. Tại Hoa Kỳ, chi phí bán buôn cho mỗi liều ít hơn 0,15 đô la Mỹ vào năm 2018. Tại Vương quốc Anh, NHS phải trả khoảng 0,65 bảng mỗi liều vào năm 2018. Năm 2016, đây là loại thuốc được kê đơn nhiều thứ 37 tại Hoa Kỳ, với hơn 19   triệu đơn thuốc.

## Sử dụng trong y tế

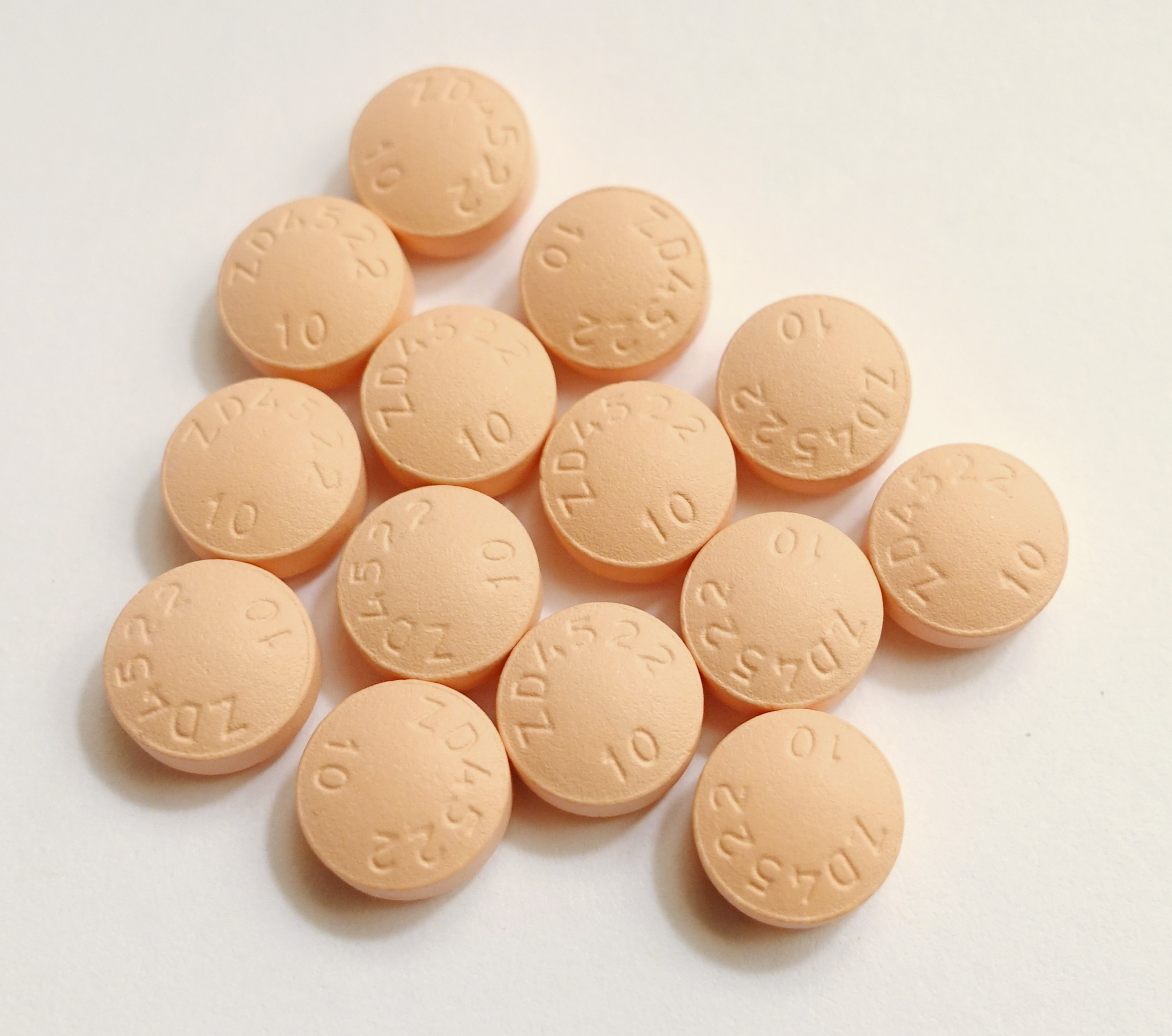
Rosuvastatin (bán trên thị trường dưới dạng Crestor) viên 10 mg

Công dụng chính của rosuvastatin là phòng ngừa bệnh tim mạch ở những người có nguy cơ cao và điều trị lipid bất thường.

### Ảnh hưởng đến mức cholesterol
Tác dụng của rosuvastatin đối với cholesterol LDL liên quan đến liều dùng. Liều cao hơn có hiệu quả hơn trong việc cải thiện hồ sơ lipid của bệnh nhân tăng cholesterol máu so với liều atorvastatin và liều tương đương milligram hoặc cao hơn của simvastatin và Pravastatin.
Phân tích tổng hợp cho thấy rosuvastatin cũng có thể làm tăng mức độ cholesterol HDL một cách khiêm tốn, cũng như các statin khác. Một đánh giá của Cochrane năm 2014 đã xác định rằng có bằng chứng tốt cho việc rosuvastatin hạ thấp mức độ không HDL tuyến tính theo liều. HDL tăng 7% mà không có tác dụng liều ghi nhận.

## Tác dụng phụ và chống chỉ định
Tác dụng phụ là không phổ biến. Các tác dụng phụ sau đây cần được báo cáo cho bác sĩ kê đơn nếu chúng kéo dài hoặc trở nên tồi tệ hơn:
- táo bón
- ợ nóng
- chóng mặt
- mất ngủ
- Phiền muộn
- đau khớp
- ho
- mất trí nhớ hoặc quên
- sự nhầm lẫn

Các tác dụng phụ hiếm gặp sau đây là nghiêm trọng hơn. Giống như tất cả các statin, rosuvastatin có thể gây ra bệnh cơ, tiêu cơ vân. Ngừng dùng rosuvastatin và liên hệ với bác sĩ kê đơn nếu có bất kỳ trường hợp nào xảy ra:
- đau cơ, đau, hoặc yếu
- thiếu năng lượng
- sốt
- đau ngực
- Vàng da: vàng da hoặc mắt
- nước tiểu màu sẫm, hoặc bọt
- đau ở phần trên bên phải của bụng
- buồn nôn
- Cực kỳ mệt mỏi
- yếu đuối
- chảy máu bất thường hoặc bầm tím
- ăn mất ngon
- triệu chứng giống cúm
- đau họng, ớn lạnh hoặc các dấu hiệu nhiễm trùng khác

Nếu có bất kỳ dấu hiệu nào của phản ứng dị ứng phát triển, hãy liên hệ với dịch vụ y tế khẩn cấp ngay lập tức:
- phát ban
- phong ngứa
- ngứa
- khó thở hoặc nuốt
- sưng mặt, cổ họng, lưỡi, môi, mắt, tay, chân, mắt cá chân hoặc chân dưới
- khàn tiếng
- tê hoặc ngứa ran ở ngón tay hoặc ngón chân

Rosuvastatin có nhiều chống chỉ định, điều kiện bảo đảm điều trị bằng rosuvastatin, bao gồm quá mẫn cảm với rosuvastatin hoặc bất kỳ thành phần nào của công thức, bệnh gan hoạt động, tăng transaminase huyết thanh, mang thai hoặc cho con bú. Rosuvastatin không được dùng trong khi mang thai vì nó có thể gây hại nghiêm trọng cho thai nhi. Trong trường hợp cho con bú, không biết liệu rosuvastatin có được truyền qua sữa mẹ hay không, do khả năng phá vỡ chuyển hóa lipid của trẻ sơ sinh, bệnh nhân không nên cho con bú trong khi dùng rosuvastatin.
Nguy cơ bệnh cơ có thể tăng lên ở người Mỹ gốc Á: "Bởi vì người châu Á dường như xử lý thuốc khác nhau, một nửa liều tiêu chuẩn có thể có cùng lợi ích giảm cholesterol ở những bệnh nhân đó, mặc dù một liều đầy đủ có thể làm tăng nguy cơ tác dụng phụ, một nghiên cứu của nhà sản xuất thuốc, AstraZeneca, đã chỉ ra. "  Do đó, liều thấp nhất được khuyến nghị ở người châu Á.

### Bệnh cơ
Như với tất cả các statin, có một mối quan tâm của tiêu cơ vân, một tác dụng phụ không mong muốn nghiêm trọng. Cơ quan Quản lý Thực phẩm và Dược phẩm Hoa Kỳ (FDA) đã chỉ ra rằng "dường như không có nguy cơ [bị tiêu cơ vân] lớn hơn với Crestor so với các statin bán trên thị trường khác", nhưng đã bắt buộc phải cảnh báo về tác dụng phụ này, cũng như một cảnh báo về tác dụng phụ này, cũng như cảnh báo độc tính thận, được thêm vào nhãn sản phẩm.

### Đái tháo đường
Statin làm tăng nguy cơ mắc bệnh tiểu đường, phù hợp với đánh giá của FDA, báo cáo tăng 27% ở bệnh nhân đái tháo đường được báo cáo điều tra ở những người được điều trị bằng rosuvastatin.

## Tương tác thuốc
Các loại thuốc sau đây có thể có tương tác tiêu cực với rosuvastatin và nên được thảo luận với bác sĩ kê đơn:
- Thuốc chống đông máu coumarin ('chất làm loãng máu', ví dụ warfarin) có thể ảnh hưởng đến việc loại bỏ rosuvastatin
- Ciclosporin, colchicine
- Các loại thuốc có thể làm giảm mức độ hoặc hoạt động của các hoocmon steroid nội sinh, ví dụ như cimetidine, ketoconazole và spironolactone
- Các loại thuốc bổ sung cho cholesterol cao như clofibrate, fenofibrate, gemfibrozil và niacin (khi dùng với liều điều chỉnh lipid từ 1 g/ngày trở lên)
- Thuốc ức chế protease cụ thể bao gồm atazanavir (khi dùng cùng với ritonavir), lopinavir/ritonavir và simeprevir
- Không nên uống rượu khi dùng rosuvastatin để giảm nguy cơ phát triển tổn thương gan [12]
- Không nên dùng thuốc kháng axit hydroxide nhôm và magnesi trong vòng hai giờ sau khi uống rosuvastatin [12]
- Dùng đồng thời rosuvastatin với eluxadoline có thể làm tăng nguy cơ tiêu cơ vân và bệnh cơ [19] :8

## Kết cấu
Rosuvastatin có điểm tương đồng cấu trúc với hầu hết các tổng hợp khác statin, ví dụ, atorvastatin, cerivastatin và pitavastatin, nhưng không giống như statin khác, rosuvastatin chứa lưu huỳnh (trong nhóm chức năng sulfonyl).
Crestor thực sự là một muối calci của rosuvastatin, tức là calci rosuvastatin, trong đó calci thay thế hydro trong nhóm axit carboxylic ở bên phải của công thức xương ở phía trên bên phải của trang này.

## Cơ chế hoạt động
Rosuvastatin là một chất ức chế cạnh tranh của enzyme HMG-CoA reductase, có cơ chế hoạt động tương tự như các statin khác.
Tác dụng có lợi của liệu pháp rosuvastatin đối với suy tim mạn tính có thể bị phủ nhận bằng cách tăng chỉ số tái tạo collagen cũng như giảm nồng độ coenzyme huyết tương Q 10 ở bệnh nhân suy tim mạn tính.

## Dược lực học
Trong một tổng quan hệ thống của Cochrane, cường độ liên quan đến liều của rosuvastatin trên lipid máu đã được xác định. Trong khoảng liều từ 1 đến 80 mg/ngày, các tác dụng liên quan đến liều tuyến tính mạnh đã được tìm thấy; cholesterol toàn phần đã giảm 22,1% xuống còn 44,8%, cholesterol LDL giảm 31,2% xuống 61,2%, cholesterol không HDL giảm 28,9% xuống 56,7% và triglyceride giảm 14,4% xuống 26,6%.

## Dược động học
Sinh khả dụng tuyệt đối của rosuvastatin là khoảng 20% và Cmax đạt được trong 3 đến 5 giờ; quản lý với thực phẩm không ảnh hưởng đến AUC theo nghiên cứu lâm sàng ban đầu của nhà tài trợ và theo nhãn sản phẩm. Tuy nhiên, một nghiên cứu lâm sàng sau đó đã cho thấy giảm rõ rệt phơi nhiễm rosuvastatin khi dùng cùng với thức ăn. Nó liên kết với 88% protein, chủ yếu là albumin. Phân số hấp thụ của rosuvastatin thường bị trích dẫn sai trong tài liệu là khoảng 0,5 (50%)  do tỷ lệ trích xuất gan bị tính toán sai trong gói đệ trình ban đầu sau đó được nhà phê bình FDA sửa chữa. Có khả năng là gần 0,25 (25%) liều dùng được hấp thụ.
Rosuvastatin được chuyển hóa chủ yếu bởi CYP2C9 và không được chuyển hóa rộng rãi; khoảng 10% được thu hồi dưới dạng chất chuyển hóa N -desmethyl rosuvastatin. Nó được bài tiết qua phân (90%) chủ yếu và thời gian bán hủy khoảng 19 giờ.

## Xã hội và văn hoá
Rosuvastatin là tên phi thương mai quốc tế (INN).

### Chỉ định và quy định
Rosuvastatin được chấp thuận tại Hoa Kỳ để điều trị cholesterol LDL cao (rối loạn lipid máu), cholesterol toàn phần (tăng cholesterol máu) và/hoặc triglyceride (tăng triglyceride máu). Vào tháng 2 năm 2010, rosuvastatin đã được FDA chấp thuận để ngăn ngừa các biến cố tim mạch chính.
Tính đến  năm 2004, rosuvastatin đã được phê duyệt ở 154 quốc gia và ra mắt vào năm 56. Sự chấp thuận tại Hoa Kỳ của FDA được đưa ra vào ngày 12 tháng 8 năm 2003.

### Bảo vệ bằng sáng chế và phiên bản gốc
Bằng sáng chế chính bảo vệ rosuvastatin (RE37.314 - do hết hạn vào năm 2016) đã bị thách thức là việc cấp lại không đúng bằng sáng chế trước đó. Thử thách này đã bị từ chối vào năm 2010, xác nhận bảo vệ cho đến năm 2016.
Vào tháng 4 năm 2016, FDA đã phê duyệt phiên bản chung đầu tiên của rosuvastatin (từ Watson Enterprises Inc.). Vào tháng 7 năm 2016, Mylan đã đạt được sự chấp thuận cho calci rosuvastatin chung của nó.

### Tiếp thị
Thuốc được quảng cáo là "siêu statin" trong quá trình phát triển lâm sàng; tuyên bố là nó cung cấp tiềm năng cao và giảm cholesterol cải thiện so với các đối thủ trong lớp. Các đối thủ cạnh tranh chính của rosuvastatin là atorvastatin và simvastatin. Tuy nhiên, mọi người cũng có thể kết hợp ezetimibe với simvastatin hoặc atorvastatin và các tác nhân khác, để có tỷ lệ đáp ứng tăng tương tự. Tính đến  năm 2006   một số thông tin được công bố để so sánh kết quả rosuvastatin, atorvastatin và ezetimibe/simvastatin có sẵn, nhưng nhiều nghiên cứu có liên quan vẫn đang được tiến hành.
Ra mắt lần đầu tiên vào năm 2003, doanh số của rosuvastatin là 129 đô la   triệu và 908 đô la   triệu vào năm 2003 và 2004, tương ứng, với tổng số bệnh nhân điều trị hơn bốn triệu vào cuối năm 2004.     Chi phí hàng năm cho Dịch vụ Y tế Quốc gia Vương quốc Anh (NHS) năm 2018 cho 5–40 mg rosuvastain mỗi ngày là 24-40 bảng, so với £ 10-20 cho simvastatin 20–80 mg.
Trong năm 2013, nó là loại thuốc bán cao thứ tư tại Hoa Kỳ, chiếm khoảng. 5,2 đô la   Doanh số tỷ đồng.

### Tranh luận và chỉ trích
Vào tháng 10 năm 2003, vài tháng sau khi được giới thiệu ở châu Âu, Richard Horton, biên tập viên của tạp chí y khoa The Lancet, đã chỉ trích cách mà Crestor đã được giới thiệu. "Chiến thuật của AstraZeneca trong việc tiếp thị thuốc giảm cholesterol, rosuvastatin, đưa ra những câu hỏi đáng lo ngại về cách thuốc vào thực hành lâm sàng và biện pháp nào tồn tại để bảo vệ bệnh nhân khỏi các loại thuốc được điều tra không đầy đủ", theo bài xã luận của ông. Vị trí biên tập của Lancet là dữ liệu về tính ưu việt của Crestor phụ thuộc quá nhiều vào phép ngoại suy từ dữ liệu hồ sơ lipid (điểm cuối thay thế) và quá ít về điểm cuối lâm sàng cứng, có sẵn cho các statin khác có trên thị trường lâu hơn. Nhà sản xuất đã phản ứng bằng cách tuyên bố rằng rất ít loại thuốc đã được thử nghiệm thành công trên rất nhiều bệnh nhân. Trong thư từ được đăng trên tờ The Lancet, Giám đốc điều hành của AstraZeneca, Sir Tom McKillop, đã gọi bài xã luận là "thiếu sót và không chính xác" và đóng sầm tạp chí vì đã đưa ra "một bài phê bình thái quá về một loại thuốc nghiêm túc, được nghiên cứu kỹ lưỡng".
Vào năm 2004, tổ chức lợi ích người tiêu dùng Public Citizen đã nộp đơn yêu cầu của Công dân với FDA, yêu cầu rút tiền từ thị trường Hoa Kỳ. Vào ngày 11 tháng 3 năm 2005, FDA đã gửi thư cho Sidney M. Wolfe, MD của Công dân Công cộng, cả hai đều bác bỏ kiến nghị và cung cấp một phân tích chi tiết về các phát hiện chứng minh không có cơ sở cho mối quan tâm về rosuvastatin so với các statin khác được phê duyệt để tiếp thị trong Hoa Kỳ.